# مبارك بن عبد الله آل خليفة

مبارك بن عبدالله آل خليفة

مبارك بن عبد الله آل خليفة (من مواليد 1981م) شاعر وأديب ومقدم برامج قطري يعد من أبرز الشعراء في قطر. له من الدواوين المطبوعة ديوان باسم «مبارك آل خليفة في فترة من الزمن» وديوان «فاقات».

## حياته
الشاعر مبارك بن عبدالله آل خليفة من أسرة عريقة ذات عناية بالعلم والثقافة العربية. درس في مدارس الريان وكان صاحب شعبية واسعه منذ صغره، وله مواقف اجتماعية وسياسية مميزة. تخرج في كلية الإدارة والاقتصاد بجامعة قطر، كما حصل على الماجستير في لوجستيات من إحدى جامعات مصر.

## الحياة المهنية
الشاعر مبارك بن عبدالله آل خليفة من أبرز الشعراء في قطر، بدأ قرض الشعر منذ عام 1998م. وشارك في تحكيم أكثر من 15 مسابقة داخل قطر وخارجها، كما أشرف على برنامج «سوابح فكر»؛ وهو برنامج تلفيزيوني أسبوعي ثقافي يحاول استقطاب الشعراء من قطر ودول الخليج، كما نجح في أن يصبح منصة للتنافس، ومنبرا لاستعراض أجمل ما في الشعر من صور ومعان في تلفزيون قطر. كما أنه أحد أعضاء برنامج «مساء الشعر» في إذاعة قطر. وهو الآن مدير إدارة الثقافة والفنون في وزارة الثقافة القطرية.

## شعره
يتميز شعره بأسلوب حر وجميل وقوة طرح في الآراء الإقليمية والاجتماعية. له العديد من المساجلات الأدبية مع العديد من الأدباء والإعلاميين والشعراء. وقد تغنى بقصائده المغنون من قطر ودول الخليج العربي.
وقد أصدر الشاعر عدد من الدواوين منها ديوان «مبارك آل خليفة في فترة من الزمن» وديوان «فاقات» حيث تشمل على قصائد فصيحة ونبطية.
وشارك مبارك آل خليفة في العديد من الأمسيات منها مهرجان عجائب صيف قطر 2003م ومهرجان الدوحة الثقافي 4 مرات، وكذلك في أمسية بمناسبة افتتاح المدينة التعليمية، وفي احتفالات اللجنة الأولمبية في سيلين واحتفالات نادي الريان بكأس الأمير مرتين وأمسية درب الساعي 2011م.
ويشارك الشاعر حالياً في عضوية لجنة التحكيم في مسابقة «شاعر الجامعات للعام 2022م» المنظمة من قبل وزارة الثقافة القطرية بالتعاون مع جامعة قطر.
يقول في إحدى المناسبات:[بحاجة لمصدر]
يا سعيد بن عوجان مسيك بالخير ** يالشاعر اللي تشتغل في الاذاعه
ياللي تقول ان آل خليفه صقاقير ** وانهم يحبون القنص كل ساعه
معاك حق.. وحبهم حب تبذير ** ومقناص خلق الله معهم طماعه
اليا امتلى جو الفلا بالسياير ** شفت البراعة في فنون البراعة
وشفت الحباري دارجات ومخامير ** وخطو اشقرٍ يا سعيد راعي قطاعه
في كف من هو ما يحسب المخاسير ** ادناة واااحد من زحول الجماعة
لكْن انا يا سعيد يا صاحبي غير ** عندي من المقناص واهله مناعه
مانيب احب اغبش مع الفجر واغير ** على طيور ٍ ما عليها شجاعه
طير ٍ يطير ويطرده في السما طير ** وانا ما عندي للطيار استطاعه
وازعاج واحراج وهموم ومشاوير** قصة شقا ما هيب قصة ولاعه!!
وفوق التعب واسراف حمر الدنانير ** الطير لامن طار ما اقرب ضياعه
هذي حياة أهل القنص صبح وعصير** وفلان سام الطير وفلان باااعه
وانا مريّح بال ومعين ٍ خير ** واهل القلاعه خلهم للقلاعه